# Museo memoriale Siebold
Il Museo memoriale Siebold  (シーボルト記念館?, Shīboruto kinenkan) è un museo di Nagasaki aperto nel 1989 in onore dei grandi contributi di Philipp Franz von Siebold allo sviluppo della scienza moderna in Giappone. L'edificio è modellato sulla sua antica casa a Leida ed è situato accanto al sito originale della sua clinica e del suo collegio noto come Narutaki Juku.
Il museo espone 206 reperti classificati in sei categorie che descrivono il soggiorno di sei anni di Siebold a Nagasaki, il cosiddetto "incidente di Siebold", e la sua grande opera in Giappone. Espone anche il suo albero genealogico e oggetti legati alla sua amata moglie e figlia giapponesi, Taki e Ine, la quale ultima infine diventò la prima donna medico del Giappone.